# The Brow Beat
The Brow Beat é duo japonês de rock, do movimento visual kei, formado em 2018 pelo até então ator Ryuji Sato e o cantor e compositor Hakuei. Ryuji é o frontman e executa os vocais principais, enquanto Hakuei é encarregado da produção geral e vocais de apoio.

## Carreira

### Precedentes
Influenciado por seus pais, o ator Ryuji Sato é fã de rock desde a juventude. Ele cita The Gazette, em especial a canção "Guren", como uma de suas maiores influências. Ele participou brevemente de uma banda visual kei não especificada como baterista. Hakuei é um veterano do movimento visual kei, sendo frontman da banda Penicillin desde 1992, além de outros projetos como Machine, Litchi Hikari Club e solo. Os dois se conheceram por volta de 2015, quando Hakuei estava produzindo a canção tema de um dorama que Ryuji participaria. O ator contou que ainda estava interessado em música, então Hakuei o convidou para produzirem algo juntos.

### Época independente (2018–2020)
The Brow Beat lançou seu primeiro álbum de estúdio Ragnarok em 1 de janeiro de 2018. Sua estreia teve êxito imediata; o trabalho alcançou o primeiro lugar na parada de álbuns independentes da Oricon e também na parada geral do iTunes, e a nona posição na parada geral da Oricon. A turnê em promoção ao álbum, que começou no dia 17 em Sendai, teve todos os ingressos esgotados. Uma apresentação extra, chamada Extra "Ragnarök" ~Welcome to after party at Yaon, aconteceu no Hibiya Open-Air Concert Hall esgotando sua capacidade de 2 mil pessoas. Exatamente um ano depois do primeiro, lançaram seu segundo álbum HameIn, com o mesmo desempenho nas paradas do que o anterior além de mais um show esgotado no Hibiya. Seu terceiro álbum, Adam (2020), também foi lançado em 1 de janeiro.

### Épocamajor(2021–presente)
Devido a pandemia de COVID-19, The Brow Beat realizou três shows online de 6 a 8 de maio de 2021, "Prologue”, “Epilogue: Opposition”, e “Epilogue: Shoot", originalmente programados para serem presenciais. No final dos shows, eles anunciaram que estavam deixando de ser uma banda independente e iriam assinar com a Pony Canyon. Além disso, seu primeiro single major "Harevutai" seria abertura do anime Yu-Gi-Oh! Sevens e seria lançado em 7 de julho. Em 27 de abril eles lançaram o álbum 404 e embarcaram em sua primeira turnê solo em dois anos.

## Membros
- Ryuji Sato – vocais principais
- Hakuei – vocais de apoio, produção

## Discografia
Álbuns
- Ragnarok (ラグナロク, 2018), posição na Oricon: 9[10]
- HameIn (2019), posição na Oricon: 10
- Adam (2020), posição na Oricon: 5
- 404 (2022), posição na Oricon: 10
- Ikiru Tame Ni... (生きる為に, 2025),[a] posição na Oricon: 31